# One I've Been Missing
«One I've Been Missing» es una canción del grupo británico Little Mix. Se lanzó como sencillo a través de RCA Records el 22 de noviembre de 2019. Es la primera canción navideña de la banda. Se incluyó posteriormente en la edición ampliada del sexto álbum de estudio del grupo Confetti (2020).

## Antecedentes y composición
Little Mix anunció la canción en un video publicado en las redes sociales el 19 de noviembre de 2019. Aunque la canción, es la primera pista navideña lanzada por la banda, en 2015 habían realizado una mezcla navideña de su sencillo de 2015 «Love Me Like You», además de haber interpretado versiones de canciones navideñas, como «Christmas (Baby Please Come Home)».
El tema ha sido definido por los críticos de la música una canción que puede luchar para convertirse en el sencillo número uno de Navidad del Reino Unido, a pesar de haber sido lanzado tres semanas antes de que comience la semana de las listas de sencillos del país, incluida la del 25 de diciembre.

## Lista de ediciones
- Descarga digital[10]

| N.º | Título                           | Duración |  |
| 1.  | «One I've Been Missing» (Single) | 3:12     |  |

## Posicionamiento en listas
| Listas (2019)                                    | Mejor posición |
| ------------------------------------------------ | -------------- |
| Escocia (Official Charts Company)                | 23             |
| Estados Unidos Holiday Digital Songs (Billboard) | 29             |
| Europa Digital Songs (Billboard)                 | 18             |
| Irlanda (IRMA)                                   | 72             |
| Nueva Zelanda Hot Singles (RMNZ)                 | 39             |
| Reino Unido (UK Singles Chart)                   | 59             |

## Historial de lanzamiento
| País   | Fecha                   | Formato                      | Discográfica | Ref    |
| ------ | ----------------------- | ---------------------------- | ------------ | ------ |
| Varios | 22 de noviembre de 2019 | Descarga digital y Streaming | RCA Records  | [ 10 ] |